# William César de Oliveira
William César de Oliveira, mais conhecido como William (Cuiabá, 17 de outubro de 1968), é um ex-futebolista brasileiro que atuava como meio-campista.
Jogador do Vasco da Gama nas décadas de 80 e 90. Pelo clube foi campeão carioca cinco vezes e brasileiro em 89. Jogou ainda pelo Flamengo, Fluminense, Americano, Atlético Mineiro, Guarani e por times da Colombia e Peru.
Atualmente é técnico da categoria Infantil do Vasco da Gama.

## Títulos
Vasco da Gama
- Taça Guanabara: 1986, 1987,1990, 1992 e 1994
- Taça Rio: 1988, 1992 e 1993
- Campeonato Carioca: 1987, 1988, 1992, 1993, 1994
- Troféu Ramón de Carranza: 1987, 1988, 1989
- Campeonato Brasileiro: 1989[4]
- Torneio João Havelange: 1993
- Torneio de Metz (França): 1989
- Taça Adolpho Bloch: 1990
- Torneio da Amizade (África): 1991
- Copa Rio Estadual: 1992 e 1993
- Troféu Cidade de Barcelona: 1993
- Troféu Cidade de Zaragoza: 1993

Flamengo
- Taça Guanabara - 1995

Seleção Carioca
- Campeonato Brasileiro de Seleções Estaduais: 1987

Prêmios individuais
- Melhor jogador da Copa do Mundo Sub-17: 1985